# Deinbollia laurentii
Deinbollia laurentii är en kinesträdsväxtart som beskrevs av Wildem.. Deinbollia laurentii ingår i släktet Deinbollia och familjen kinesträdsväxter.

## Underarter
Arten delas in i följande underarter:
- D. l. cuspidata
- D. l. gymnocarpa